# Joel Andersson
Eric Joel Andersson, född 11 november 1996 i Tynnereds församling i Göteborg, är en svensk fotbollsspelare som spelar för danska FC Midtjylland. Hans tvillingbror, Adam, spelar för norska Rosenborg.

## Klubbkarriär
Andersson började spela fotboll i Västra Frölunda IF. Han debuterade för a-laget i division 2 som 15-åring.
I januari 2013 skrev Andersson på för BK Häcken. I januari 2015 flyttades han upp i a-laget. Andersson gjorde sin allsvenska debut den 4 april 2015 i premiäromgången mot Hammarby IF, som dock Häcken förlorade med 2–0.
Den 2 juli 2018 värvades Andersson av danska FC Midtjylland, där han skrev på ett femårskontrakt. Andersson var med och blev dansk ligamästare med Midtjylland under säsongen 2019/2020.

## Landslagskarriär
Andersson spelade tre matcher för Sveriges U17-landslag under 2011. Han har även spelat nio matcher samt gjort ett mål för Sveriges U19-landslag.

## Meriter
BK Häcken
- Svenska cupen: 2015/2016

Midtjylland
- Superligaen: 2019/2020
- Danska cupen: 2018/2019